# Marek Stępień (historyk)
Marek Stępień (ur. 1958 w Warszawie) – polski historyk, asyriolog, nauczyciel akademicki Uniwersytetu Warszawskiego.

## Życiorys
Absolwent II Liceum Ogólnokształcącego im. Stefana Batorego (matura 1977). Absolwent historii UW (1983) oraz orientalistyki UW ze specjalizacją w dziedzinie sumerologii i asyriologii (1984). Stopień doktora nauk humanistycznych uzyskał w 1992 na Wydziale Nauk Historycznych Uniwersytetu Mikołaja Kopernika w Toruniu pod kierunkiem J. Brauna. Habilitacja na Uniwersytecie Warszawskim w 2007. W latach 1984–2002 pracował jako wykładowca akademicki na Uniwersytecie Mikołaja Kopernika w Toruniu. Zatrudniony na Wydziale Historii UW od 1993 jako adiunkt w Zakładzie Historii Starożytnej. Jest autorem 61 publikacji naukowych i popularnonaukowych, w tym jako autor lub współautor 6 książek.
Autor pierwszego polskiego tłumaczenia Kodeksu Hammurabiego z języka akadyjskiego.
Prywatnie jest miłośnikiem wędkarstwa oraz kolekcjonerem figurek historycznych.

## Wybrane publikacje
- Kodeks Hammurabiego. pistis.pl. [zarchiwizowane z tego adresu (2014-01-16)]., przekł. Marek Stępień, Wydawnictwo Alfa, Warszawa 1996, (przekład z oryginału).
- (współautorzy: Piotr Iwaszkiewicz, Wiesław Łoś), Władcy i wodzowie starożytności: Słownik, Wydawnictwa Szkolne i Pedagogiczne, Warszawa 1998.
- (współautorzy: Maria Jaczynowska, Danuta Musiał), Historia Starożytna, Wydawnictwo „TRIO”, Warszawa 1999.
- Ensi w czasach III dynastii z Ur: aspekty ekonomiczne i administracyjne pozycji namiestnika prowincji w świetle archiwum z Ummy, Wydawnictwa Uniwersytetu Warszawskiego, Warszawa 2006.
- From the History of State System in Mesopotamia – The Kingdom of the Third Dynasty of Ur, Akme. Studia historica 3, Warszawa 2009.
- Historia starożytna w Polsce. Informator, red. Ryszard Kulesza, Marek Stępień, Akme. Studia historica 5, Warszawa 2009.